# Alexander Severus
Marcus Aurelius Severus Alexander (født 1. oktober 208, død 17. marts 235) kendt som Alexander Severus var romersk kejser og den sidste hersker af det severiske dynasti.
Han var af kejserinde Julia Domnas slægt og fætter til Heliogabalus. Efterhånden som dennes styre blev stadig mere outreret, søgte bedstemoderen Julia Mæsa at lancere Alexander som medregent og kommende kejser, hvad der førte til gnidninger med fætteren. Efter mordet på denne indsattes Alexander endelig som enekejser, men reelt under formynderskab af moderen Julia Mamæa.
I samtlige kilder skildres Alexander som en hæderlig ung mand med religiøse og intellektuelle interesser; han interesserede sig for en retfærdig retspleje og viste tolerance over for kristendommen, ligesom han foretog byggeaktiviteter. Han synes dog også at have været svag og uden erfaring som hersker og mistede derfor snart autoritet over for hæren, ikke mindst fordi han lod sig dominere af moderen. Hans indenrigsstyre plagedes af soldatermytterier og stadige lønkrav, og hans bedste rådgiver, juristen Ulpian, myrdedes af oprørere i 228.
Det blev udenrigspolitikken, som fældede Alexanders styre. Ved det Nypersiske Riges skabelse og Sassanidernes fremstød i øst måtte han selv tage ledelsen af et felttog 231-33 som standsede fjenden, men også blotlagde hans mangel på militærevner. Da germanerne derefter brød igennem i Europa, søgte han først at tage kampen op, men prøvede så at betale dem for at indstille kampen. Det førte til åbent mytteri i hæren, og han blev myrdet sammen med moderen i en lejr uden for det nuværende Mainz. Hans død gav stødet til det egentlige soldateranarki.

## Ekstern henvisning
- www.roman-emperors.org/alexsev.htm

- Wikimedia Commons har flere filer relateret til Alexander Severus